# Treibhaus
Treibhaus (en alemán Invernadero) fue un grupo de metal industrial de Hannover, Alemania, encasillado dentro del subgénero Neue Deutsche Härte.

## Historia
La banda fue fundada por Curt Foernberg junto a otros músicos en 2004. Doernberg venía tocando como baterista en otros grupos. En esta primera alineación el cantante era Kai Rudat, conocido por participar en Welle: Erdball.
Su álbum debut de 2004 Unsterblich fue lanzado por el sello Kneeve Records en Alemania y posteriormente en Ucrania, Rusia y Bielorrusia por Atlantic Music Artist Agency.
El segundo álbum Feindbild fue lanzado en 2006, obteniendo el puesto 10 en las listas alternativas alemanas. En el mismo año, el baterista Mattias Liebetruth, que había estado con la banda desde la fundación de la banda, fue reemplazado por Michael Wolpers.
En 2007 la banda hizo su primer videoclip para la canción «Maschinen» del segundo álbum Feindbild. En octubre de 2007, el miembro fundador Ulli Wellhausen dejó la banda. Fue reemplazado por Klaus Alberti en el bajo. A finales de 2007, el cineasta de terror Michael Effenberger conoció al grupo e incorporó tanto la música como el video de aquella canción en su película Infekt – Wie sieht das Ende der Welt aus.
En 2008 la banda lanzó su tercer álbum Alarmstufe Rot. En este álbum reinterpretaron la canción infantil Pippi Langstrumpf.
En 2009 se pretendía lanzar un álbum en directo, titulado simplemente Treibhaus. Sin embargo, debido a fallas técnicas durante las grabaciones, no todas las canciones pudieron quedar registradas, por lo que solamente algunas consiguieron estar finalmente en el disco.
Su cuarto y último álbum, Alphatier, fue lanzado a principios de 2011. El álbum se distribuye por toda Europa y Estados Unidos (a través de CD Baby).
A pesar de mantener una carrera activa, desde 2013 la banda ha ido desapareciendo de su presencia en línea y a día de hoy no es posible encontrar información actualizada. Razón por la cual Treibhaus es considerado como inactivo desde ese año.

## Discografía
- 2004: Unsterblich
- 2006: Feinbild
- 2008: Alarmstufe Rot
- 2009: TREIBHAUS Live in Hannover
- 2011: Alphatier